# You're a Lady
You're a Lady is een nummer van de Britse zanger Peter Skellern uit 1972.
Het is de debuutsingle van Skellern, afkomstig van het gelijknamige album. Hij schreef het nummer in een vakantiehuis in Shaftesbury. Hij had zich hier teruggetrokken om aan zijn debuutalbum te werken. "You're a Lady" is een ballad waarin hij de liefde aan zijn vrouw verklaart. Het nummer is geproduceerd door Peter Sames.
De single, uitgegeven door Decca Records, werd Skellerns grootste hit. Het bereikte de derde positie in de UK Singles Chart, plek zeven in de Irish Singles Chart en de vijftigste plek in de Billboard Hot 100. Het nummer stond tien weken in de Nederlandse Top 40, waaronder twee weken op de tweede plek.

## NPO Radio 2 Top 2000
| Nummer met noteringen in de NPO Radio 2 Top 2000 | '99  | '00 | '01  | '02  | '03  | '04  | '05  | '06  | '07 | '08  |
| ------------------------------------------------ | ---- | --- | ---- | ---- | ---- | ---- | ---- | ---- | --- | ---- |
| You're a Lady                                    | 1186 | -   | 1622 | 1681 | 1743 | 1973 | 1701 | 1864 | -   | 1940 |

1. ↑  Een '-' betekent dat het nummer niet was genoteerd en een vetgedrukt getal geeft de hoogste notering aan.
2. ↑  Deze tabel is bijgewerkt tot en met de laatste editie (2024).